# Centre Georges-Pompidou

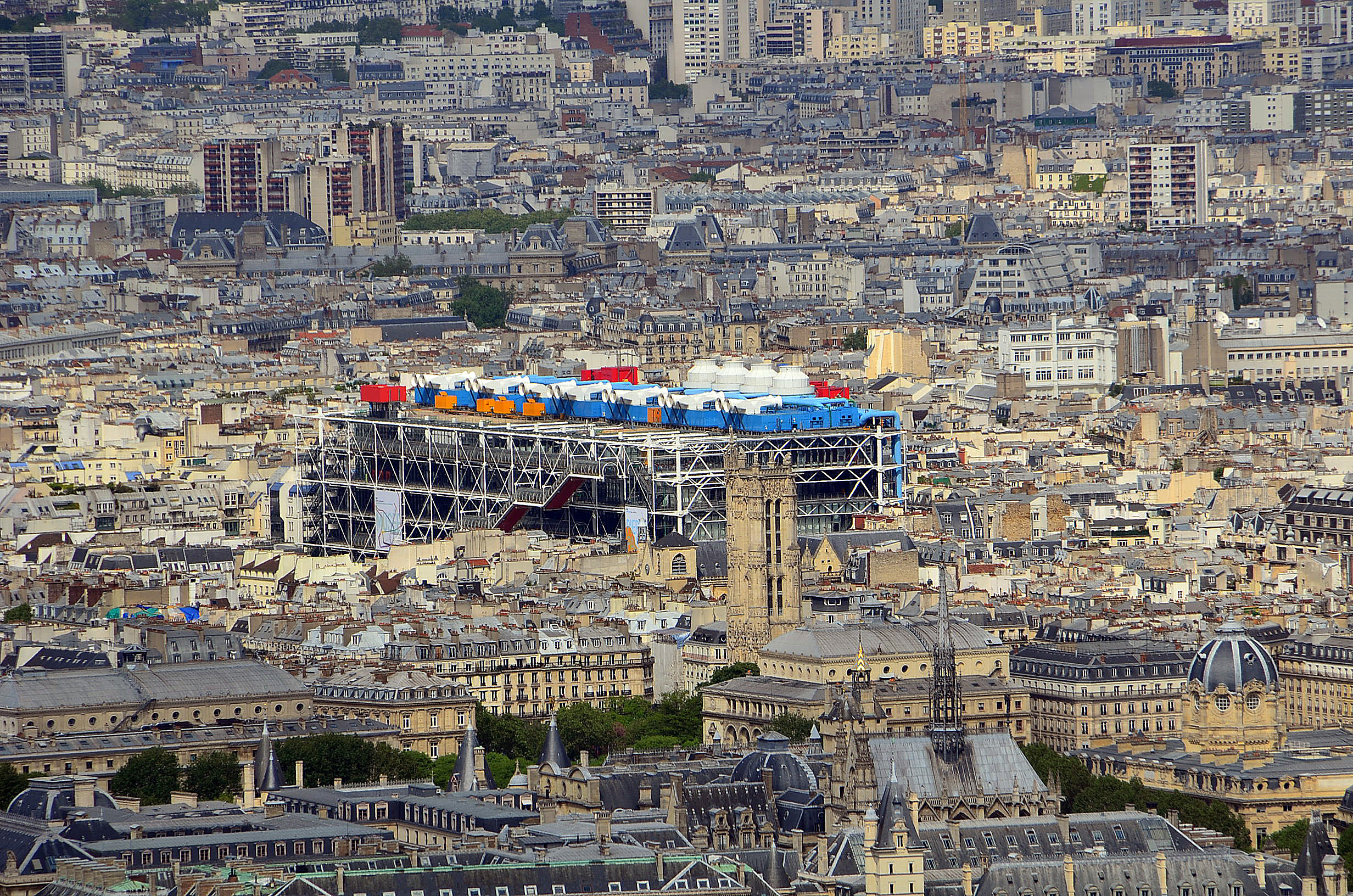
Blick auf das Centre Pompidou vom Tour Montparnasse (2016)

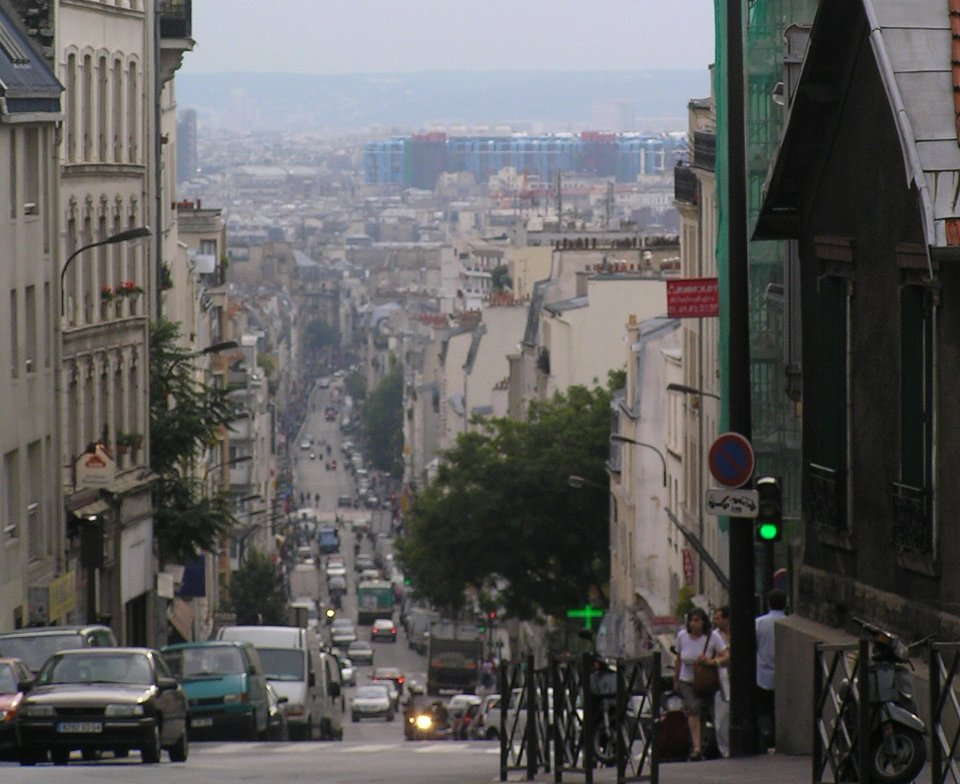
Blick auf das Centre Pompidou vom 20. Arrondissement (2005)

Das Centre national d’art et de culture Georges-Pompidou, umgangssprachlich auch Centre Pompidou oder Beaubourg, von den Einheimischen auch La Raffinerie genannt, ist ein staatliches Kunst- und Kulturzentrum im 4. Arrondissement von Paris. Es wurde auf Initiative des ehemaligen französischen Staatspräsidenten Georges Pompidou von den Architekten Renzo Piano, Richard Rogers und Gianfranco Franchini entworfen und nach einer fünfjährigen Bauzeit am 31. Januar 1977 eröffnet. Tragwerksplaner war Edmund Happold von Arup.

## Funktion
Das Centre Pompidou soll französischen Staatsbürgern wie auch Fremden aller Gesellschaftsschichten freien Zugang zu Wissen garantieren. Es beherbergt das Musée National d’Art Moderne (MNAM, Museum der Modernen Kunst, dessen Räume Gae Aulenti 1982–1985 neu gestaltete) mit bedeutenden Kunstwerken des 20. Jahrhunderts, dem ein Zentrum für Industriedesign angeschlossen ist, die Bibliothek Bibliothèque Publique d’Information (BPI) mit über 400.000 Medien und 2000 Leseplätzen, das Musikforschungszentrum IRCAM (Institut de Recherche et Coordination Acoustique/Musique), eine Kinderwerkstatt, Kino-, Theater- und Vortragssäle, eine Buchhandlung sowie ein Restaurant und ein Café.

## Außenstellen

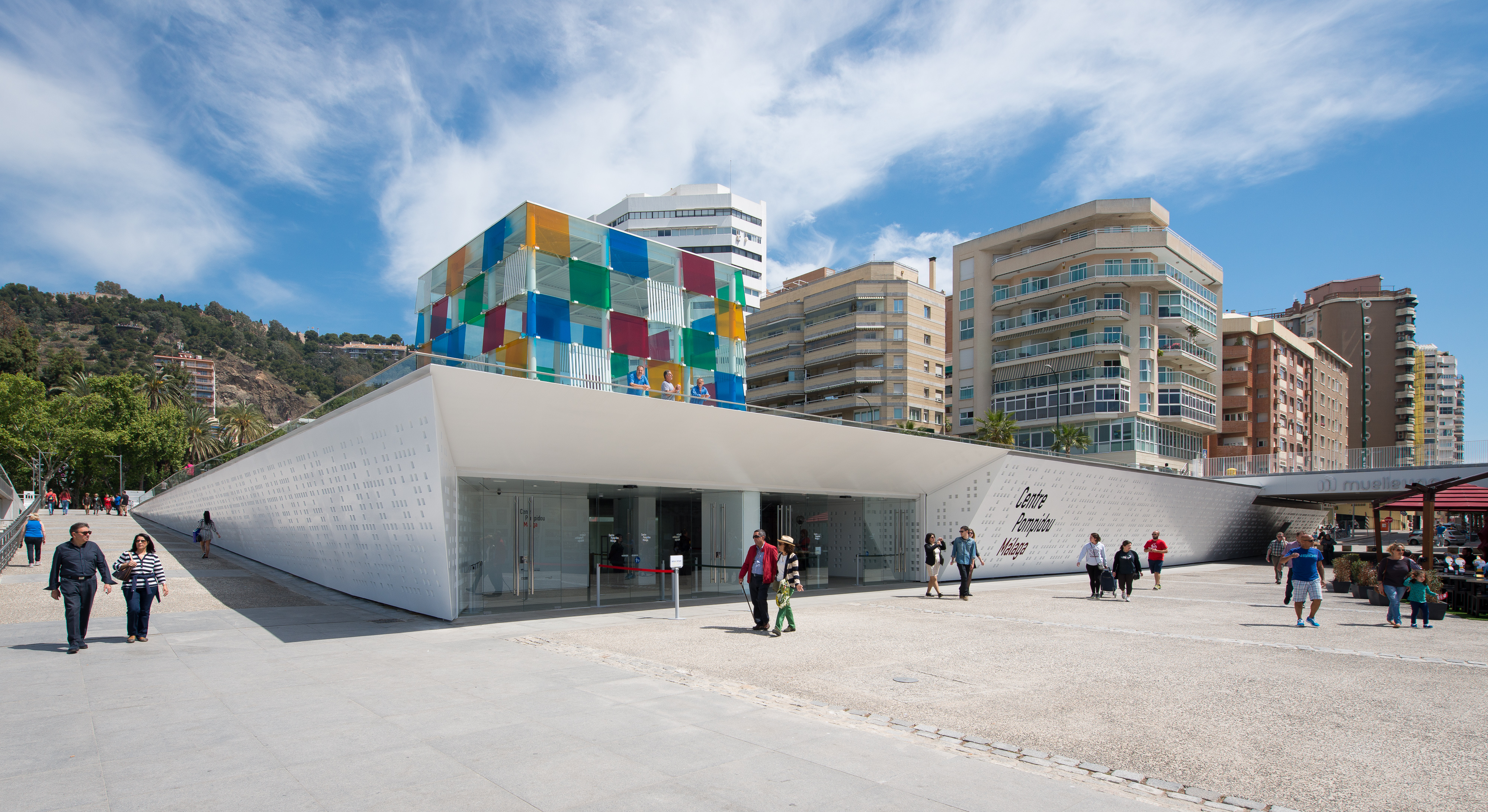
Außenstelle an der Muelle Uno in Málaga, Spanien (2015)

Als erste Außenstelle wurde im Mai 2010 das Centre Pompidou-Metz in der lothringischen Hauptstadt eröffnet. Das Gebäude entstand nach einem Entwurf des japanischen Architekten Shigeru Ban.
Im September 2014 wurde bekannt, dass das Centre Pompidou im Frühjahr 2015 eine weitere Außenstelle in Málaga eröffnet. Dabei handelt es sich um ein zeitlich befristetes Engagement, geplant war das Centre Pompidou provisoire in den Räumen des Kulturzentrums El Cubo für zunächst fünf Jahre. Der Vertrag wurde 2019 um weitere fünf Jahre bis 2025 verlängert. In dieser Zeit werden in Málaga rund 90 Meisterwerke aus dem Bestand des Musée National d’Art Moderne präsentiert. Im Gegenzug erhält das Pariser Kulturzentrum von der Stadt Málaga jährlich zwischen 1 und 1,5 Millionen Euro.

## Geschichte
Schon André Malraux hatte als Kulturminister unter Präsident Charles de Gaulle die Absicht, anstelle des unzureichenden und wenig besuchten Palais de Tokyo ein repräsentatives Museum für die Kunst des 20. Jahrhunderts zu errichten. Diese Intention wurde von de Gaulles Nachfolger Georges Pompidou geteilt. Dieser wollte damit unter anderem auch die Funktion von Paris als internationale Kunstmetropole gegenüber New York stärken.
Eine zweite Wurzel des neuen Baus ergab sich aus der immer dringlicheren Notwendigkeit, die alte Pariser Nationalbibliothek zu entlasten, und eine große Präsenzbibliothek im Zentrum der Stadt zu schaffen.
Nachdem am 11. Dezember 1969 die offizielle Entscheidung für den Bau eines neuen Museums moderner Kunst gefallen war, wurde entschieden, dieses mit der ebenfalls notwendigen Bibliothek baulich zu verbinden. Nachdem im Februar 1970 die Vereinigung der beiden Projekte beschlossen war, kam es zügig zur Auslobung des Architektenwettbewerbs, zur Entscheidung der Jury vom 15. Juli 1971 für das Projekt Piano/Rogers und in der Folge zum Bau. Dieser wurde am 31. Januar 1977 von Pompidous Nachfolger Valéry Giscard d’Estaing eröffnet. Als unumstrittener Bauplatz stand das nach dem Umzug des Großmarktes von Les Halles nach Rungis und La Villette nicht mehr als LKW-Parkplatz benötigte Areal des Plateaus von Beaubourg im 4. Pariser Arrondissement zur Verfügung. Das ehemalige Quartier Saint-Merri, ein seit 1906 als Îlot insalubre wegen mangelnder Hygiene offiziell zum Abriss bestimmtes Altstadtviertel, war schon in den 1930er Jahren beseitigt worden und zur innerstädtischen Brachfläche geworden.
Von 1976 bis 1980 stiftete Alexander Iolas einen Teil seiner Sammlung moderner Kunst (insbesondere französischer Künstler) dem neuen Centre Pompidou.
Von 2025 bis 2030 soll das Centre Pompidou zur Sanierung geschlossen werden.

## Architektur

Von außen sichtbare Gebäudetechnik (2011)

Eine Fußgängerröhre des Centre Pompidou (2002)

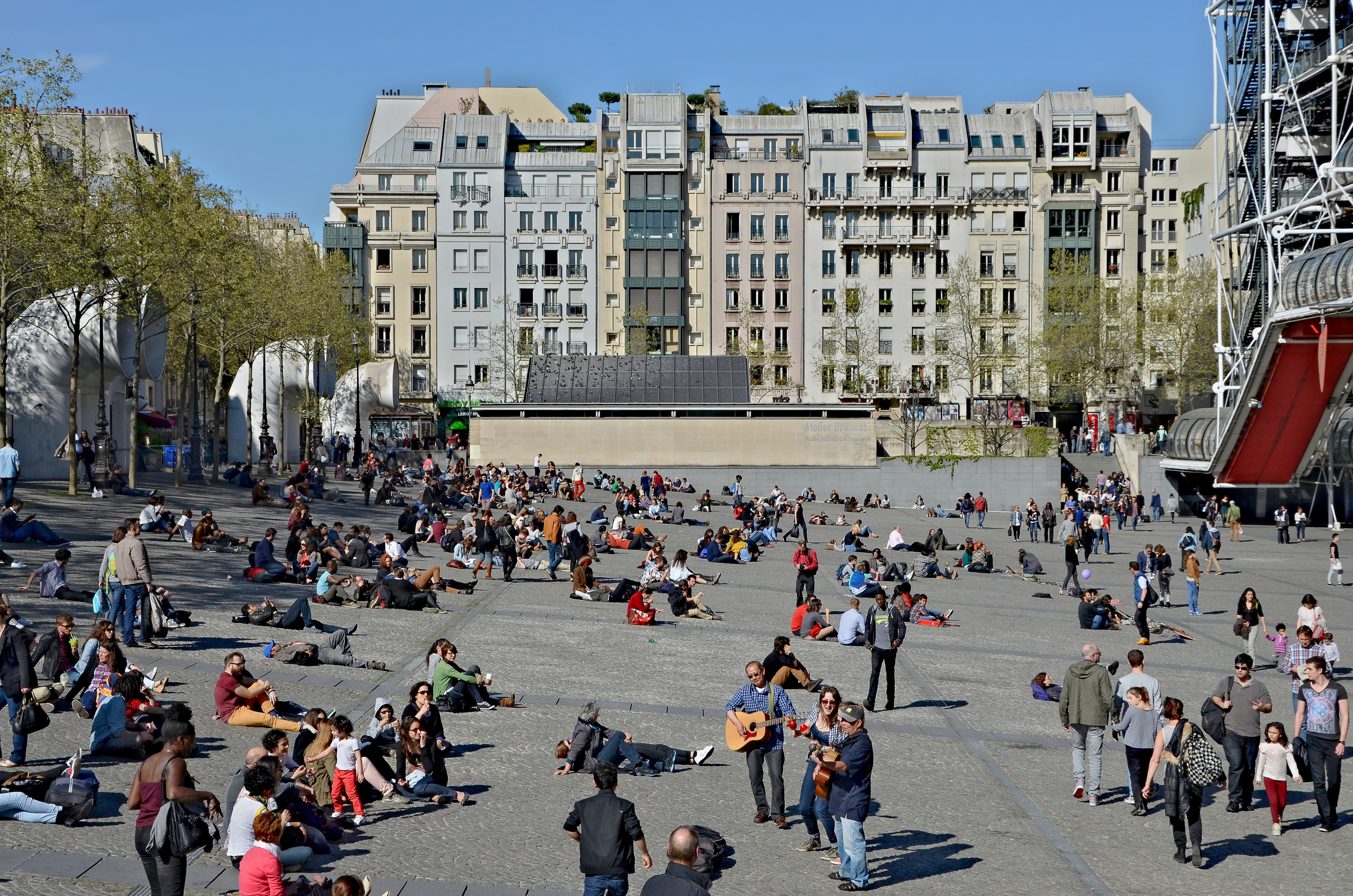
Esplanade im Westen des Centre Pompidou (2014)

Das Tragwerk und Rohre für Gebäudetechnik und Erschließung wurden sichtbar an den Gebäudeaußenseiten angeordnet. Dabei sind das Tragwerk und die Belüftungsrohre weiß bemalt, die Beförderung (Treppen, Rolltreppen) rot, Elektrik gelb, Wasserrohre grün und die Rohre der Klimaanlage blau. Dadurch bleiben die großen Nutzflächen im Inneren weitgehend frei von Stützen und sind flexibel nutzbar. Während die Rohre der Gebäudetechnik weitgehend auf der Ostseite („Rückseite“) verlaufen, befindet sich auf der Westseite („Vorderseite“) eine teilweise rote überdachte Rolltreppe, die diagonal über die komplette Fassade verläuft.
Dieser neue Fassadentypus und seine Gestaltung waren zur Entstehungszeit umstritten. Viele Zeitgenossen fühlten sich an Fabriken erinnert und empfanden die Architektur als unpassend hinsichtlich Ort und Nutzung. Das Gebäude wird als erste bedeutende Loslösung vom architektonischen Diskurs zwischen Modernismus und Postmoderne verstanden. Vorgesehen waren im Wettbewerbsentwurf höhenverstellbare Stockwerke und ein großer Fassadenbildschirm als Schnittstelle zwischen Museum und Stadt. Aus Geldmangel verzichtete man darauf.
Technische Daten
Bauzeit: 1971 bis 1977
Länge: 165,4 Meter
Breite: 60 Meter
Höhe: 42 Meter
Deckenhöhe der Stockwerke: 7 Meter
Baukosten: 993 Millionen Franc (ca. 150 Millionen Euro)

## Umfeld
Auf den Plätzen im Westen und Süden des Gebäudes treten oft Straßenkünstler auf. Im Süden befindet sich auch der von Niki de Saint Phalle und Jean Tinguely gestaltete Strawinski-Brunnen. Das Forum des Halles und das Hôtel de Ville befinden sich jeweils wenige Häuserblocks entfernt.

## Sonstiges
Bereits 1978 wurde das Centre Pompidou für Dreharbeiten zum James-Bond-Film Moonraker – Streng geheim genutzt. Es sollte im Film das Drax-Forschungszentrum darstellen. Die Fußgängerröhre war Teil der Szene, in der James Bond zum ersten Mal auf Holly Goodhead trifft.
Von 1987, dem 10-jährigen Jubiläum der Eröffnung, bis 1996 war am Centre Pompidou eine große Countdown-Uhr namens Le Génitron befestigt, die die Sekunden bis zum Jahr 2000 herunterzählte. Wegen der geplanten Inbetriebnahme einer vergleichbaren Uhr am Eiffelturm im April 1997 wurde die Uhr am Centre im August 1996 wieder demontiert.

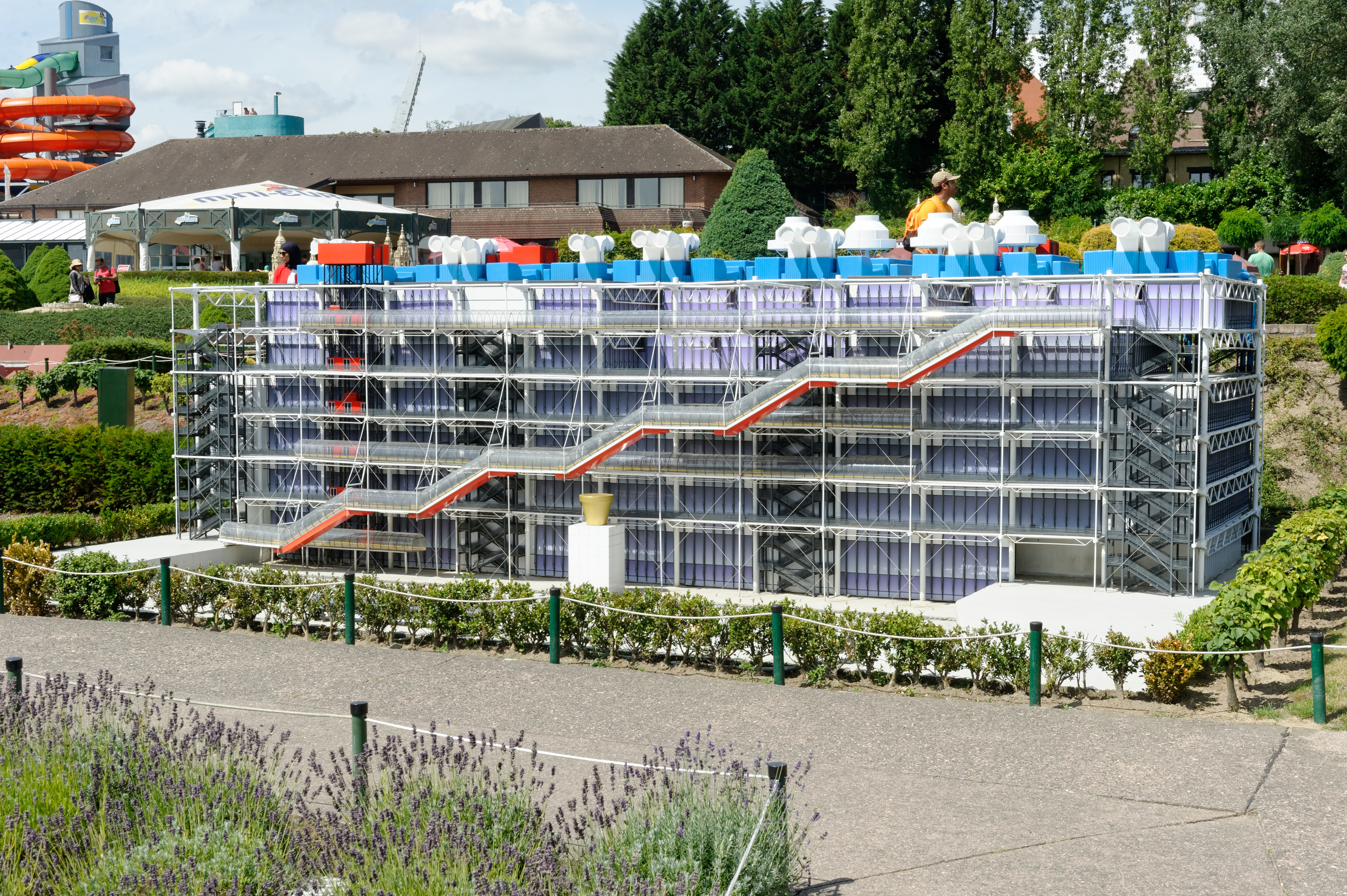
Das Modell im Mini-Europa in Brüssel (2015)

Ein Modell ist im Park Mini-Europa in Brüssel vorhanden.